# Panic Palette
『Panic Palette』（パニックパレット）は、TAKUYOより2007年5月31日に発売されたPlayStation 2用乙女ゲーム。TAKUYOから先に発売されている『Little Aid』の世界の半年後が舞台となっており、一部のキャラクターが引き継がれている。
2008年7月31日にPlayStation Portable版『Panic Palette Portable』が発売された。2018年12月13日にPlayStation Vita版が発売予定。

## ストーリー
この春高校生になったばかりの少女「依藤亜貴」は、ある夜のバイト帰りに浜辺で不思議な少年に出会う。なぜか油田王のような服装をし妙に時代がかった口調で話す少年は、出会うや否や「契約の印」と称したある種の呪いのようなものを亜貴にかける。
よくよく話を聞くと、少年は異世界メルディシアの王子だという。そして、亜貴は期限内に「契約の印」を解かなければ、彼の妻としてメルディシアに連れて行かれてしまうというのだ。
この不本意な契約を解除するには、“シェルオーラ”と呼ばれる液体を作らなければならない。そのために亜貴は、昼は学校、夜は街を徘徊して、オーラを集める日々を送る羽目に…。果たして亜貴の運命はどうなる?

## 登場人物
依藤 亜貴（いとう あき）※名前変換可能
声 - なし
天鳳高校1年生で本作の主人公。天鳳高校に入学を決めたことにより、南青瀬のアパートで一人暮らしをしている。クラスでは白原と共に学級委員を務めるしっかり者であり、作中では数少ないツッコミ系。留学中の妹がおり、名前は「亜衣」。
黄朽葉 宰（きくちば つかさ）
声 - 野島健児
本名：リーディ・ヴォルパル7世。メルディシアという世界から来た王子。亜貴のクラスに編入する。王室育ちであり、かなりの世間知らずである。性格は自己中心的かつ天然。花が好き。血液型はB型。誕生日は8月17日。
真朱 柑（まそお こう）
声 - 野島裕史
亜貴の担任教師。24歳。教科は世界史担当。性格は明朗快活で面倒見が良く、生徒からも人気がある。しかし少々人に迷惑をかけるところがあり、自分の仕事を学級委員である亜貴や白原などに手伝わせている。一人暮らしをしており、自炊が得意。血液型はO型。誕生日は4月8日。
烏羽 一徒（からすば かずと）
声 - 千葉一伸
天鳳高校1年生で亜貴のクラスメイト。かっとなりやすい性格だが、根は素直で優しい。学校にはあまり魅力を感じずほとんど顔を出していなかったようだが、亜貴と出合ってから変わっていく。亜貴のことを「姐さん」と呼ぶ。血液型はA型。誕生日は9月7日。
白原 尋也（しらはら ひろや）
声 - 神谷浩史
天鳳高校1年生で亜貴のクラスメイト。亜貴とは学級委員仲間。基本的に人と群れるのを好まず、離れたところで人を観察をするのが趣味。鬱陶しい人を目の前にすると、相手に手刀を浴びせ掛けることがある。血液型はAB型。誕生日は6月6日。
内沼 葛（ぬいぬま かずら）
声 - 鈴木達央
天鳳高校3年生で風紀委員。亜貴の従兄。やんちゃな面もあるが、繊細で気遣いができる性格。乃凪といるときはボケ担当。血液型はAB型。誕生日は3月14日。
乃凪 範尚（ないなぎ のりひさ）
声：杉田智和
天鳳高校3年生で風紀委員。内沼の親友で、基本的にツッコミ体質。成績優秀で謙虚な反面、キャラと髪が薄いように見られがちである。血液型はB型。誕生日は10月7日。
沢登 譲（さわと ゆずる）
声 - 小野大輔
天鳳高校3年生。風紀委員会の委員長を務める。女装が趣味で、女子制服で登校したり街を徘徊することがある。人の話はあまり聞かず、とにかく我が道を突っ走る性格である為、関わる人間を振り回すこともしばしばある。乱舞を得意とする。血液型はB型。誕生日は9月20日。
紺青 悦（こんじょう えつ）
声 - 瀧本富士子
天鳳高校1年生。亜貴のクラスメイトで友人。風紀委員会に所属している。明るくて友達思い。また、好奇心旺盛で暴走しやすいためトラブルメーカーであるとも言える。失敗して落ち込むことがあってもテンションの回復は早い。血液型はB型。
松本 義之輔（まつもと よしのすけ）
声 - チョー
天鳳高校の用務員とされているが、魔法少女を自称したり意味深な発言をしたりする、謎が多い老人。かなりの尻フェチ。一人称&愛称は「ヨッシー」。
ノルレッテ
声 - 竹本英史
リーディ・ヴォルパル7世の従者。球体に羽が生えただけのような見た目だが、料理などの家事もこなす。リーディや亜貴に対して何かと口うるさいが、親身になってくれる一面もある。
言雄 琉佳（ことお るか）
声 - 山崎和佳奈
本名：ルカ・A・ジェイノス。婚約者であるリーディを追ってメルディシアから来た少女。天鳳高校1年生で亜貴のクラスメイト。亜貴のアパートに居候している。

## 主題歌
オープニングテーマ「Be Shining 〜太陽の贈り物〜」
作詞：アキレスKEN、作曲：森藤晶司、歌：flaque
エンディングテーマ「Melty」
作詞：CAO、作曲：森藤晶司、歌：flaque